# 茶臼山 (美ヶ原)
茶臼山（ちゃうすやま）は、長野県松本市と小県郡長和町との境にある山である。標高は2,006.1mである。

## 概要
長野県の美ヶ原にあるピークの一つである。王ヶ頭（2,034m）、王ヶ鼻（2,008m）に続いて三番目に標高が高い。ビーナスラインの扉峠駐車場から徒歩約1時間40分（ヤマケイコースタイム）で頂上に立つことができる。アクセスが簡便で景色が良く、晴れた日には富士山をはじめ、八ヶ岳、北アルプスなど、ほぼ360度の眺望が得られる。美ヶ原高原美術館まで約1時間、王ヶ頭まで約1時間のハイキングが楽しめる。